# Kadoma, Osaka
Kadoma (japanska: 門真市?, Kadoma-shi) är en stad i Osaka prefektur i Japan. Staden fick stadsrättigheter 1963.
Panasonic Corporation har sitt huvudkontor i Kadoma. Osaka Monorail har sin södra ändpunkt i Kadoma.